# Бојан Максимовић
Бојан Максимовић (Сарајево, 26. јануар 1981 — Београд, 23. март 2013) био је српски књижевник. Кроз своју поезију највише је говорио о себи, о свом схватању живота и свијета. Поезију, прозу и критичке прилоге објављивао је у бројним часописима и листовима.

## Биографија
Бојан Максимовић рођен је 26. јануара 1981. године у Сарајеву у породици универзитетских професора. Стицајем околности врло млад је (1984/1985) боравио у Братислави, гдје је његов отац Војислав био професор српског језика и књижевности на Универзитету "Коменски". Школске 1987/88. године почео је да похађа Основну школу "Андрија Рашо" у Сарајеву. Када је настао рат у априлу 1992. године, са родитељима и братом напустио је родни град и стигао у очев завичај - Цвилин (Јошаница) код Фоче. Убрзо након тога са мајком Миленом и братом Бориславом, привремено уточиште налази у Пружинама (Црна Гора), па је ту кратко похађао и основну школу. Крајем маја 1992. године, из Плужина су отишли у Дечје село у Сремској Каменици, гдје су их смјестили породични пријатељи. У августу 1992. године вратили су се у Фочу, гдје је Бојан, са својим братом, наставио да похађа Основну школу "Свети Сава". Након завршетка школске 1994/95. године, уписао се у гимназију у којој је матурирао у јуну 1999. године. Матурски рад му је био "Откровење" Растка Петровића. То гимназијско школовање му је остало у врло тешком памћењу, о чему свједоче и његови дневници, а и неки прозни фрагменти, које је затим написао. Испољавајући несумљив сликарски таленат, похађао је - заједно са својим братом - сликарску школу за гимназијалце, коју је водио професор Ранко Ковач, а организовала Српска централна биболиотека "Просвјета" у Србињу (Фоча). Учествовали су на неколико заједничких изложби у Србињу, Вишеграду и Теслићу. У оквиру Сабора српског изворног стваралаштва у Теслићу 26-28. септембра 1997. године, Бојан је освојио друго мјесто на такмичењу сликара-аматера. Врло рано је Бојан почео да пише - најприје дневничке записе (1992/1993. године), а онда пјесме и краће прозне саставе. Суздржан и повучен, а и веома критичан према ономе што је писао, своје саставе није нудио за објaвљивање. Учинио је то тек у студентским данима, када је школске 1999/2000. године почео да похађа Одсјек за српски језик и књижевност на Фолозофском факултету на Палама. Иако је студирао врло успјешно, осјетио је неодољиву потребу да се пресели у Београд, гдје се већ налазио његов отац. Наставио је студије на сродном одсјеку Филолошког факултета. Тешко је подносио нову средину, појачану разним невољама његове растурене породице. Његов семинарски рад Сјај карневала у ренесанси и поезији врло добро је оцијењен, што свједочи да је у прво вријеме марљиво и успјешно студирао. Првог октобра 2005. године стекао је статус апсолвента. Тешка болест спријечила га је да доврши студије. Трагично је преминуо у Београду 23. марта 2013. године, а сахрањен је у Јошаници, у гробљу својих предака.
Прве пјесме је Бојану објавио проф. др Мирољуб Јоковић у часопису "Рашка", 2003. године. Послије тога је врло интензивно писао пјесме, приповијетке и књижевне остврте, а наставио је и рану жељу да напише свој први роман. У томе није успио у потпуности, па су у његовим рукописима сачувани само мањи дијелови. Сарађивао је у више листова и часописа у Србији, Републици Српској и Румунији, а био је учесник и на бројним књижевним манифестацијама, као у Зајечару, Вишеграду, Рудом, Зрењанину, Београду и другим градовима. Његов неоспорно највидљивији успјех била је прва награда на анонимном конкурсу фонда "Дејан Манчић" у Нишу 2004. године за пјесничку збирку Врата града, која је исте године и објављена. Године 2006. постао је члан Удружења књижевника Србије, па је након тога имао статус слободног умијетника. Заједно са својим вршњацима и пријатељима Владимиром Пантовићем и Жарком Племићем, објавио је збирку пјесама Златна јесен (Србиње-Београд, 2005). Исте године, у издавачком предузећу "Арка" у Смедереву штампао је пјесничку књигу Свакодневна пјевања. Пјесме из његове рукописне оставштине чиниле су збирке Неко путује ноћас(Пале-Фоча, 2015). Та је збирка имала више промоција (у Фочи, Београду и Источном Сарајеву), а о њој је и објављено неколико осврта и приказа. Убрзо је објављено и њено друго издање.